# Aguada de Cima (vila)
Aguada de Cima é uma vila portuguesa sede da Freguesia de Aguada de Cima do Município de Águeda. A povoação de Aguada de Cima foi elevada à categoria de vila em 1997 pela lei nº 50/97 de 12 de Julho.

## História
Aguada de Cima aparece já mencionada como “Aqualata” no ano de 132 A.C., tendo sido vila romana, e na época Lusitana e Visigótica. Aparece mencionada numa doação ao Mosteiro do Lorvão, no ano de 961, com o nome da sua padroeira, S.ª Eulália. Foi depois doada ao Mosteiro da Vacariça cujos monges desbravaram as suas terras.
No ano de 1064, por presúria, foi doada a D. Sesnando, da Igreja de Milreu, de Coimbra. Passou para a Coroa em 1128. Em 1132, D. Afonso Henriques couta esta vila à Sé de Coimbra. Passou depois para a Universidade de Coimbra, tendo foro especial de justiça.
D. Manuel I concedeu-lhe foral em 23 de Agosto de 1514. Foi sede de Capitania-Mor. Pertenceu, durante o liberalismo, aos Duques de Lafões.Foi julgado de Paz e teve pelourinho, forca e tribunal.

## Património
- Pelourinho de Aguada de Cima (fragmentos)

O Foral Manuelino data de 1514. Existem fragmentos do pelourinho original, que estão depositados no Museu Santa Joana em Aveiro e demonstra que este tinha o emblema universitário. Em 2007 foi construída uma réplica deste mesmo pelourinho que está implantada numa praceta criada para o efeito no centro cívico da vila.
- Marcos e Malhões

As terras de Aguada de Cima estão demarcadas desde, pelo menos 1520, por marcos (em pedra) e malhões (montes de terra) que ainda hoje são mantidos.
- Igreja Matriz

Esta igreja é reconstruida em 1711, pela data nela gravada. Possui escultura de mérito com a imagem da Virgem e do Menino de calcário sendo da oficina coimbrã da primeira metade de século XV. De meados do mesmo sécúlo é a imagem de Sta. Luzia.
Colunas em talha torcidas e de parras, ao meio pilastras misuladas com crianças atlantes.
Excepcional é o púlpito, tratado em calcário ançanense, do século XVIII.
Sofreu a última reconstrução em 2005, que lhe conferiu conforto e arquitectura moderna, mantendo as suas peças de maior valor.